# Orfelia ferruginea
Orfelia ferruginea är en tvåvingeart som beskrevs av Freeman 1951. Orfelia ferruginea ingår i släktet Orfelia och familjen platthornsmyggor. Inga underarter finns listade i Catalogue of Life.